# Veymerange (ruisseau)
Pour l’article homonyme, voir Veymerange.
Le Veymerange (Wemréngerbaach en francique lorrain), est un cours d'eau du département de la Moselle en région Grand Est, et un affluent de la Moselle, donc un sous-affluent du Rhin.

## Géographie
Le Veymerange coule sur 10,9 km de longueur.

## Communes traversées
Dans le seul département de la Moselle, le Veymerange traverse deux communes : Thionville (dont le village de Veymerange dont il tire son nom) et Terville.